# Lucius Caecilius Rufus
Lucius Caecilius Rufus (Kr. e. 1. század) római politikus, a Caecilia gens, egy nagy múltú plebeiusnemzetség tagja volt.
Életéről keveset tudunk. Publius Cornelius Sullának, a dictator unokaöccsének féltestvére volt anyja révén. Kr. e. 63-ban néptribunus volt, amely minőségben támogatta a Cicero vezette arisztokratikus optimata pártot. Többek között ellenezte Servilius Rullus földtörvényjavaslatát. Tribunatusa alatt javaslatot tett arra, hogy féltestvére és Publius Autronius Paetus, akiket Kr. e. 66-ban ítélték el vesztegetés miatt, ismét pályázhasson magistraturákra. Javaslatát később visszavonta Sulla javaslatára.
Kr. e. 57-ben praetorként azok közé tartozott, akik kérték Cicero visszahívását. Ezzel kivívta Publius Clodius haragját, akinek bérencei még abban az évben feldúlták otthonát. Kr. e. 54-ben támogatta a Gabiniust vádlókat.